# Walmendingerhornbahn
Koordinaten: 47° 19′ 22,9″ N, 10° 9′ 8″ O
| Walmendingerhornbahn         | Walmendingerhornbahn                       |
| ---------------------------- | ------------------------------------------ |
|                              |                                            |
| Standort:                    | Mittelberg, Österreich                     |
| Bauart:                      | Zweiseil-Pendelbahn                        |
| Baujahr:                     | 1966                                       |
| Berg:                        | Walmendingerhorn                           |
| Talstation:                  | 1207,4 m ü. A.                             |
| Höhendifferenz:              | 740,5 m                                    |
| Bergstation:                 | 1947,9 m ü. A.                             |
| Streckenlänge:               | 1955 m                                     |
| Horizontale Bahnlänge:       | 1801 m                                     |
| Mittlere Bahnneigung:        | 41,1 %                                     |
| Größte Bahnneigung:          | 61,8 % (talseits Stütze 2)                 |
| Anzahl der Gondeln:          | 2 Stk.                                     |
| Fassungsvermögen:            | je 40+1 Personen                           |
| Anzahl der Stützen:          | 2 Stk.                                     |
| Höhe Stütze 1:               | 50 m                                       |
| Höhe Stütze 2                | 16 m                                       |
| Tragseil:                    | Durchmesser 49 mm Rechn. Bruchlast: 275 t  |
| Zugseil:                     | Durchmesser 29 mm Rechn. Bruchlast: 56,5 t |
| Gegenseil:                   | Durchmesser 24 mm Rechn. Bruchlast: 41,7 t |
| Regelfahrgeschwindigkeit     |                                            |
| Geschwindigkeit              | 7 m/s                                      |
| Fahrdauer:                   | 5,25 min                                   |
| Kapazität:                   | 400 Pers./Stunde                           |
| maximale Fahrgeschwindigkeit |                                            |
| Abschnitt                    | zwischen Stütze 1 und 2                    |
| Geschwindigkeit              | 10 m/s                                     |
| Fahrdauer:                   | 4,30 min                                   |
| Kapazität:                   | 480 Pers./Stunde                           |
| Hersteller                   |                                            |
| elektrischer Antrieb         | Brown, Boveri & Cie.                       |
| Dieselmotor:                 | Daimler-Benz AG                            |
| Seile:                       | Felten & Guilleaume                        |
| Seilbahntechnik:             | Pohlig-Heckel-Bleichert                    |
| Wagenkasten:                 | Josef Swoboda                              |

Die Walmendingerhornbahn ist eine Bergbahn in Mittelberg im Kleinwalsertal. Die Talstation befindet sich auf 1207 m ü. A. unweit des Mittelberger Dorfzentrums. Die Bahn endet kurz vor dem Gipfel des Walmendingerhorns auf 1941 m ü. A.
Die Walmendingerhornbahn gehört der Kleinwalsertaler Bergbahn (KBB), Riezlern, deren Hauptgesellschafter das Allgäuer Überlandwerk und die Raiffeisen Holding Kleinwalsertal sind.

## Winter
Die circa zehn Kilometer Pisten (davon circa 4,2 km Talabfahrt) richten sich dabei eher an geübte Wintersportler.
Das im Verhältnis eher kleine Schigebiet gilt für viele als Geheimtipp, was den hohen Anteil der Einheimischen und Allgäuer erklärt. Die geringen Wartezeiten, die eher anspruchsvolleren Pisten sowie die gerade bei Neuschnee reizenden Routen abseits der Piste sprechen für sich.

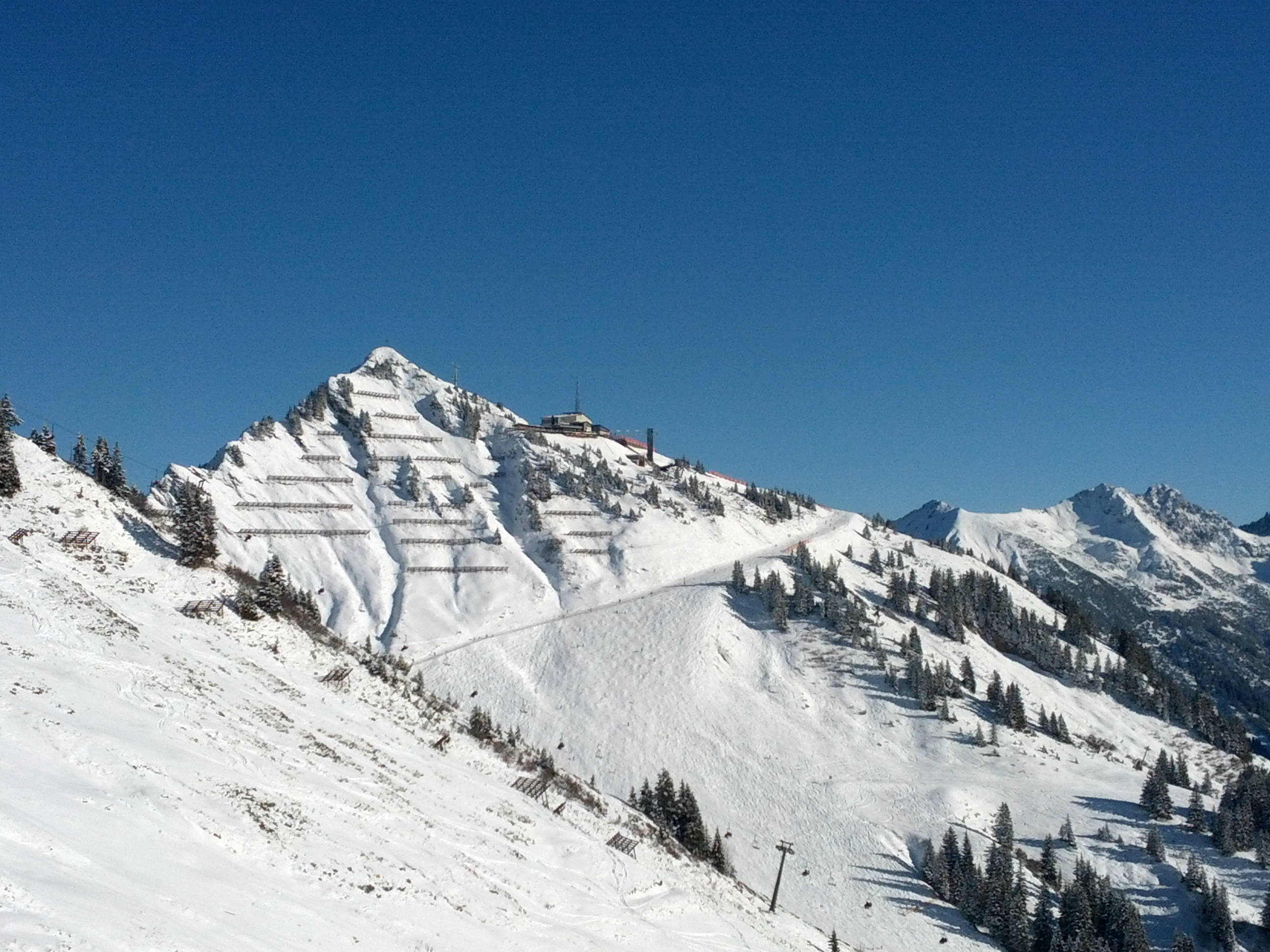
Gipfelstation im Hintergrund, Vierer-Sessellift im Vordergrund
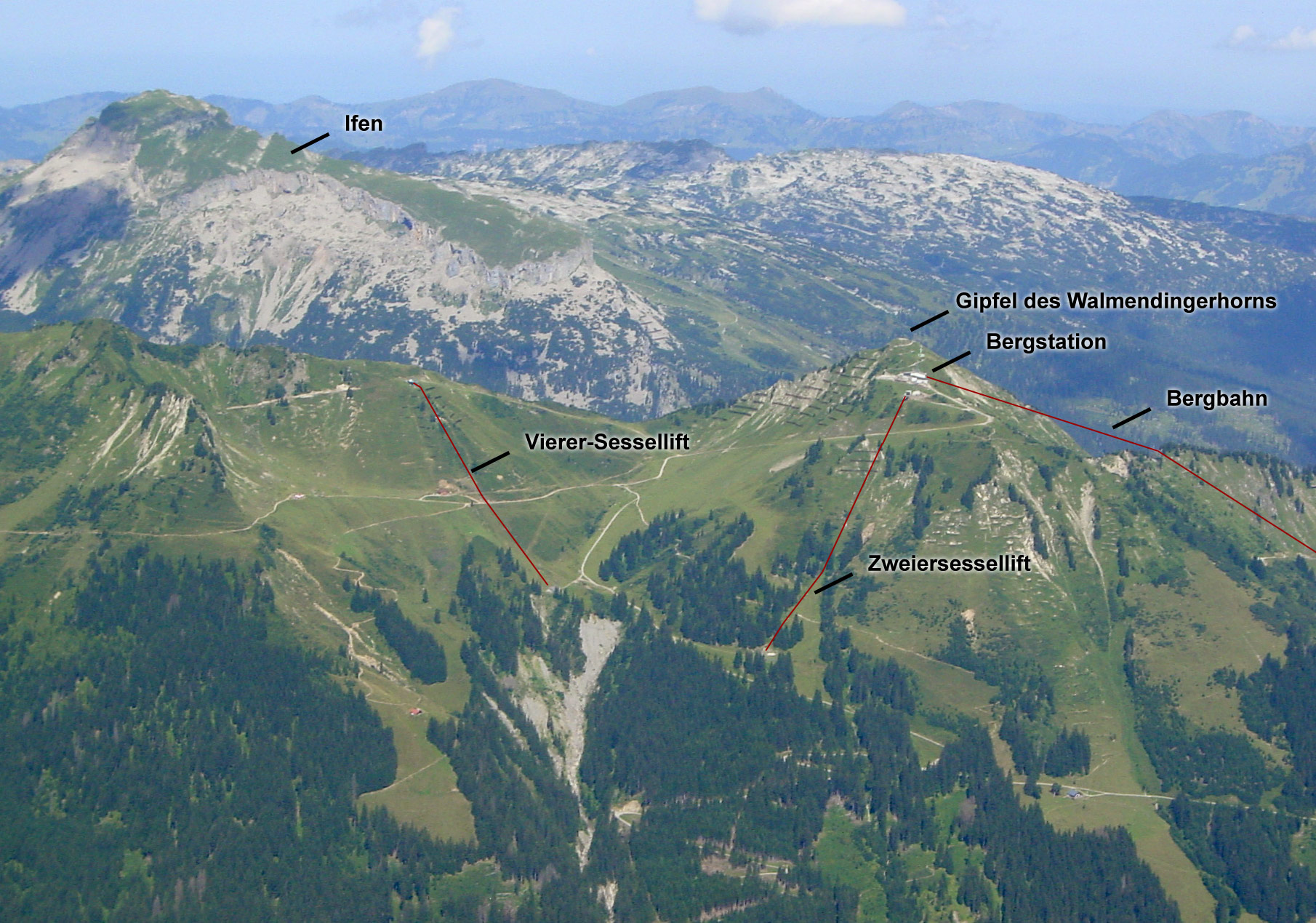
Das Schigebiet im Sommer, aufgenommen vom Gipfel des Widderstein

### Liftanlagen
Auf dem Walmendingerhorn gibt es seit 1968 Skilifte. Als erstes wurde der Muttelberg-Schlepplift durch die Firma Doppelmayr errichtet. Dieser galt lange Zeit als einer der steilsten Vorarlbergs. 1999 wurde dieser durch einen fixgeklemmten Vierer-Sessellift, ebenfalls von Doppelmayr, ersetzt. Die Trassenführung wurde dabei größtenteils beibehalten.
1972 wurde die Doppelsessellift-Anlage „Walmendingerhorn“ von der Firma Doppelmayr errichtet.

## Gastronomie
Direkt in der Bergstation der Walmendingerhornbahn befindet sich ein Restaurant; es sind jedoch auch Gasthäuser mit Produkten der hauseigenen Alpwirtschaft vertreten.

## Technik
Die Walmendingerhornbahn von Mittelberg auf den Gipfel des Walmendingerhorns wurde zwischen 1964 und 1966 als Zweiseil-Pendelbahn nach System Bleichert-Zuegg durch die Firma Pohlig-Heckel-Bleichert (PHB) erbaut, wobei zwei Wagen à 40+1 Personen auf je einem Tragseil als Fahrbahn mit Hilfe eines Zugseils auf und ab bewegt werden. Der elektrische Antrieb (Brown, Boveri & Cie., BBC) befindet sich in der Bergstation, während in der Talstation die Gewichts-Spannvorrichtungen für die Betriebsseile untergebracht sind. Bemerkenswert und abweichend gegenüber bisher üblichen Ausführungen erscheint die Führung des Gegenseiles von der Strecke zum Zugseil-Spanngewicht. Dadurch wird eine außerordentlich günstige Ausnutzung des Spannschacht-Querschnittes durch die Anordnung der Spanngewichte für die Tragseile und für das Zugseil nebeneinander erreicht.